# بيتر وليامز (فيزيائي)
بيتر وليامز (بالإنجليزية: Peter Williams)‏ هو فيزيائي بريطاني، ولد في 22 مارس 1945.